# Iljas Magomadow
Iljas Sałmanowicz Magomadow (ros. Ильяс Салманович Магомадов; ur. 21 lipca 1989) – rosyjski zapaśnik czeczeńskiego pochodzenia, startujący w stylu klasycznym. Szósty w Pucharze Świata w 2012. Mistrz Rosji w 2013; wicemistrz w 2012 i brąz w 2009, 2011 i 2015. Wicemistrz Europy juniorów w 2008 roku.